# Zwierzokrzewy

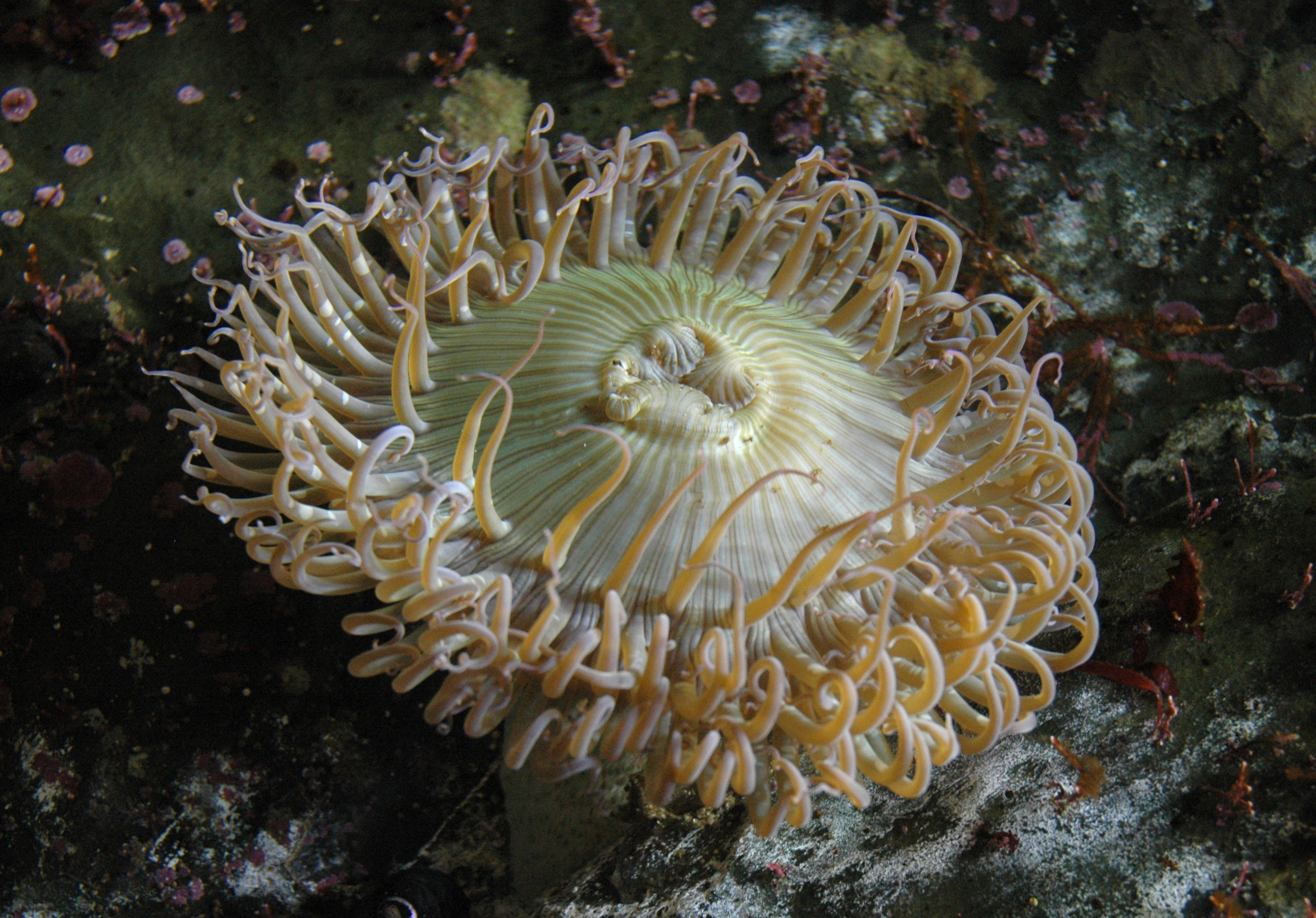
Ukwiał morski w Monterey Bay Aquarium

Zwierzokrzewy (z gr. zoophytae lub Zoophyta) – nazwa, jaką w XVI w. określano bezkręgowce podobne wyglądem do krzaczastych roślin (np. gąbki i jamochłony – głównie parzydełkowce i mszywioły), ale również fantastyczne stworzenia mające rzekomo mieć cechy zarówno zwierzęce jak i roślinne. Uważano je za formy pośrednie między światem roślinnym i zwierzęcym. Termin Zoophyta – wprowadzony przez Georges'a Cuviera w randze gromady – funkcjonował jeszcze w XIX w., stopniowo zmieniając znaczenie na synonim jamochłonów. Przykładem fantastycznych zwierzokrzewów jest barometz, czyli istota która miała rzekomo mieć roślinną łodygę zakończoną u góry owcą. Stworzenie to miało utrzymywać się przy życiu przez zjadanie okolicznej roślinności. Przypuszcza się, że w ten sposób szesnastowieczni Europejczycy wyjaśniali sobie, skąd bierze się bawełna.

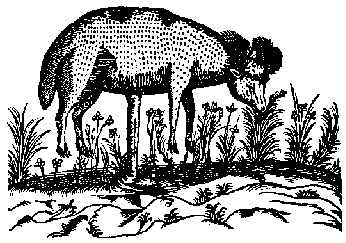
Szkic przedstawiający rzekomy zwierzokrzew